# 鳳仁路 (鳳山區)
鳳仁路（Fengren Rd.），為高雄市鳳山區的東西向道路，西起於經武路口銜接民興路，東止於民成街口銜接美山路，是往來鳳山區及鳥松仁美地區的主要道路之一。

## 行經行政區域
- 鳳山區

## 沿線設施
（由西至東）
- 鳳山獸魂碑
- 高雄市鳳山區農會供銷部
- 高雄縣家禽市場
- 鳳山區肉品市場
- 海光環保公園
- 高旗駕訓班
- 台灣中油北基高旗站
- 7-ELEVEN鳳仁門市

## 公共自行車
- 高雄市公共自行車租賃系統：
  - 北門公園：鳳仁路/鳳仁路46巷(北側)

## 相關連結
- 高雄市主要道路列表